# Park Narodowy Wasgamuwa
Park Narodowy Wasgamuwa (ang. Wasgamuwa National Park) – park narodowy w Sri Lance, który znajduje się pomiędzy rzekami Mahaveli Ganga i Amban Ganga. Administracyjnie leży w dwóch prowincjach Środkowej i Północno-Środkowej. Park narodowy został utworzony 7 sierpnia 1984 roku razem z Parkiem Narodowym Flood Plains. Jest siódmym powstałym na Cejlonie parkiem narodowym. 
Park zamieszkiwany jest m.in. przez:
- stado około 150, które można w nim spotkać od listopada do maja. W pozostałej części roku migrują do Parku Narodowego Kaudulla oraz Parku Narodowego Minneriya[2]słoni;
- lutunga białobrodego (Trachypithecus vetulus);
- sambar jednobarwny (Rusa unicolor);
- aksis czytal (Axis axis);
- wół domowy (Bubalus bubalis);
- Wargacz leniwy (Melursus ursinus) (sporadycznie spotykany);
- lampart plamisty (Panthera pardus) (sporadycznie spotykany)[2];
- łaskun cejloński (Paradoxurus zeylonensis);
- Krokodyl błotny (Crocodylus palustris);
- waran paskowany ((Varanus salvator);
- pyton tygrysi (Python Molurus).

Występuje w nim 143 gatunki ptaków, także endemiczne m.in. Kukuła białobrzucha (Phaenicophaeus pyrrhocephalus), Kuropatwiak cejloński (Galloperdix bicalcarata).